# Тольская Богородица (линейный корабль)
«Тольская Богородица» — парусный 74-пушечный линейный корабль Черноморского флота Российской империи.

## Описание корабля
Один из семи 74-х пушечных кораблей, построенных на Херсонской верфи. Впервые в практике отечественного кораблестроения бак и ют кораблей соединили сплошной палубой, что позволило усилить огневую мощь и улучшить управление парусами.

## История службы
Корабль «Тольская Богородица» был заложен в Херсоне и после спуска на воду вошел в состав Черноморского флота. В 1800 году перешёл из Херсона в Севастополь.
В составе эскадры находился в практическом плавании в Чёрном море в 1802 году. 
2 октября 1804 года с отрядом Балаклавского пехотного полка и с провиантом на борту вышел из Севастополя к берегам Мегрелии, где предполагалось организовать вырубку корабельного леса для нужд черноморских портов. Корабль сопровождал бриг «Александр» под командой капитан-лейтенанта Влито.
В связи с неудачными погодными условиями, плавание затянулось, а из-за находящихся на борту солдат расход продуктов и воды оказался весьма большим. Поэтому отряд был вынужден зайти для пополнения запасов в местечко Платана, в котором простоял 13 дней. 24 октября плавание было продолжено и ко 2 декабря «Тольская Богородица» и «Александр» подошли к берегам Мегрелии. Суда встали на якорь в устье реки Хоби.
В течение следующей недели с кораблей на берег были переправлены солдаты отряда Балаклавского полка и продовольствие, часть матросов и офицеров с корабля и брига были также отправлены на берег для пополнения запасов пресной воды. В полночь 8 декабря ветер, дувший с запада, усилился и вскоре началась буря. К 6 часам утра корабль уже дрейфовал к берегу, и оказался на глубине 4,5 сажени, затем волнами его начало бить о дно.
Из хроники катастрофы: 

8 декабря, после большой зыби от запада, начавшейся еще накануне, сильным штормом с великим волнением и морозом стало дрейфовать; брошенный наконец в буруны корабль был разбиваем и заливаем волнением: фок-мачта и бушприт сломались в самом основании их и упали в воду; вода стала тогда вливаться через бушпритную дыру в нижнюю палубу; бизань-мачта также сломалась; бимсы отошли от бортов. Верхние борта треснули, палубные пазы разошлись, переборки и пиллерсы двигались; в трюме было до половины воды. Хотели было для облегчения срубить грот-мачту, но она сама переломилась и, упав на правую сторону, подняла шканцы на левой стороне, стала бить шкафут и своей тяжестью накренила корабль. Удары волн выбивали еще и пушечные порты
Вскоре «Тольская Богородица» полностью наполнилась водой и села на дно. Над поверхностью воды осталась только верхняя палуба, заливаемая волнами, которые уносили людей в море. Видя безнадежное положение судна, капитан корабля приказал команде эвакуироваться на берег. 
После того, как линейный корабль переломился почти посредине на две части, носовая, удерживаемая якорями, осталась на месте, а кормовую потащило к берегу. Командир корабля И. А. Шостак с группой офицеров находился на кормовой части. Когда корма остановилась на мелководье, началось разрушение бортов. К девяти часам утра 9 декабря линейный корабль «Тольская Богородица» был полностью разрушен.
В результате кораблекрушения погиб командир корабля, 7 офицеров и 156 матросов.
Лейтенант О. И. Викорст, как старший из оставшихся в живых офицеров, представил подробный рапорт Морскому министру о кораблекрушения.
Обстоятельства гибели линейного корабля спустя несколько лет заинтересовали В. М. Головнина, а став генерал-интендантом российского флота, он описал это крушение следующим образом: 

Гибель корабля «Тольская Богородица», в числе многих других подобных кораблекрушений, служит к убеждению мореплавателей, что на открытых рейдах больших морей никогда не должно полагаться на якоря, но всегда надлежит ставить корабль, если место и обстоятельства позволяют, в такое положение и держать его в такой готовности, чтоб при наступлении бури с открытого моря тотчас можно было вступить под паруса и удалиться от берегов. Эта осторожность особенно нужна осенью и зимой, когда бури бывают чаще, сильнее и продолжительнее.
Столь ужасные последствия сопровождали разбитие корабля сего, что из 255 человек, составлявших экипаж его, погибли 8 офицеров и 150 нижних чинов, сверх коих утонули еще 6 человек солдат из числа сухопутных войск, на сем корабле привезенных, а остались в живых 5 офицеров и 92 нижних чина; из них, однако, только 28 человек спаслись при кораблекрушении, прочие же были столь счастливы, что съехали на берег до наступления бури.

Это пагубное происшествие показывает, что экипажу невозможно было при оном помышлять о спасении журналов и других корабельных бумаг, и потому нельзя было составить подробного описания сему кораблекрушению.

## Командиры корабля
Командирами корабля «Тольская Богородица» в разное время служили:
- P. M. Харламов (1799—1802 годы).
- И. А. Шостак (1804 год).